# کمیسیون مافیای سیسیل
کمیسیون مافیای سیسیل (به ایتالیایی: Commissione provinciale) که با نام‌های Commissione یا Cupola نیز شناخته می‌شود، نهادی متشکل از اعضای ارشد مافیای سیسیل (کوزا نوسترا) است که درباره مسائل مهم مربوط به اقدامات مافیا و حل اختلافات داخلی آن تصمیم‌گیری می‌کند.
ساختار این کمیسیون متشکل از نمایندگان "ماندامنتو" (مناطق شامل سه خانواده مافیایی همجوار) و نمایندگان با عنوان "کاپو ماندامنتو" یا "راپرزنتانته" شناخته می‌شوند
این کمیسیون حکومت مرکزی مافیا محسوب نمی‌شود، مکانیسمی مشورتی برای خانواده‌های مستقل مافیاست، تصمیم‌گیری در آن بر اساس اجماع اعضا انجام می‌گیرد.
وظیفه اصلی آنها کنترل و محدود کردن خشونت بین خانواده‌های مافیایی و حفظ سطحی از خشونت که برای مقامات سیاسی و افکار عمومی قابل تحمل باشد 

## ویژگی‌های کمیسیون مافیا

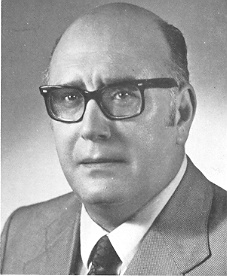
قاضی چزاره ترانووا وجود این کمیسیون را فاش کرد

کمیسیون، فرماندهی عالی مافیای سیسیل نیست. برخلاف تصویر رسانه‌ای رایج، این نهاد هماهنگ‌کننده قابل مقایسه با هیئت‌های مدیره شرکت‌های بزرگ قانونی نیستند. اختیارات آنها عمداً محدود است و تصور کوزا نوسترا به عنوان یک هلدینگ مافیایی متمرکز و بین‌المللی کاملاً اشتباه است.
حوزه صلاحیت کمیسیون‌ها در سطح استان است. هر استان سیسیل به جز مسینا، سیراکوزا و راگوسا دارای کمیسیون مخصوص به خود است. در ابتدا قرار بود روسای خانواده‌ها شخصاً در کمیسیون حضور نداشته باشند، اما برای جلوگیری از عدم تعادل قدرت، یکی از اعضای برجسته دیگر به جای آنها منصوب می‌شد. با این حال، این قانون از همان ابتدا رعایت نشد.
به گفته تومازو بوشتا (همکار سابق مافیا)، کمیسیون ابتدا برای حل اختلافات بین اعضا و روسای خانواده‌های مختلف و نظم‌بخشی به اعضای هر خانواده تشکیل شد. بعدها وظایف آن به تنظیم فعالیت‌های تمام خانواده‌ها در سطح استان گسترش یافت.

## افشای وجود کمیسیون مافیا
اولین بار وجود چنین کمیسیونی در سال ۱۹۶۵ در جریان تحقیقات قاضی چزاره ترانووا درباره جنگ اول مافیا به بیرون درز کرد. ترانووا بر اساس گزارش محرمانه کارابینیری در ۲۸ مه ۱۹۶۳ عمل کرد که در آن یک خبرچین از وجود کمیسیونی متشکل از پانزده نفر - شش نفر از شهر پالرمو و بقیه از شهرهای استان - "هر یک با رتبه رئیس یک گروه یا خانواده مافیایی" خبر داده بود. ترانووا معتقد نبود که وجود این کمیسیون به معنای ساختار کاملاً یکپارچه مافیا است.
در سال ۱۹۷۳، لئوناردو ویتاله - یک مافیوز سطح پایین - وجود کمیسیون را فاش کرد، اما افشاگری های او در آن زمان نادیده گرفته شد و ویتاله دیوانه تشخیص داده شد.
تأیید رسمی وجود کمیسیون:
وجود کمیسیون اولین بار در جریان محاکمه مَکسی در سالهای ۱۹۸۶-۸۷ به طور رسمی توسط دادگاه تأیید شد. مقدمات این محاکمه توسط تیم ضد مافیای پالرمو که توسط قاضی روکو چینیچی تشکیل شده بود و قضات جووانی فالکونه و پائولو بورسلینو نیز در آن فعالیت داشتند، فراهم شد.
توماسو بوشتا با تبدیل شدن به شاهد دولتی در سال ۱۹۸۴ و ارائه شواهد به قاضی جووانی فالکونه، وجود و عملکرد کمیسیون را به طور قطعی فاش کرد. این امر به فالکونه امکان داد استدلال کند که کوزا نوسترا یک ساختار سلسله مراتبی یکپارچه است که توسط یک کمیسیون اداره می شود و رهبران آن - که معمولاً خود مستقیماً در فعالیت های جنایی مشارکت ندارند - می توانند مسئول فعالیت های جنایی انجام شده برای منافع سازمان شناخته شوند.
واکنش مافیا:
بسیاری از روسای مافیا به حبس ابد محکوم شدند و کوزا نوسترا با خشم واکنش نشان داد و یک سری قتل های انتقام جویانه را آغاز کرد. مافیا به سیاستمدارانی مانند سالو لیما و نخست وزیر جولیو آندروتی امید بسته بود تا کارنواله را برای بازبینی حکم منصوب کنند. اما کارنواله به دلیل فشار افکار عمومی و جووانی فالکونه - که در آن زمان به وزارت دادگستری منتقل شده بود - مجبور به کناره گیری شد.
در مارس ۱۹۹۲، لیما ترور شد و به دنبال آن فالکونه و پائولو بورسلینو در همان سال به قتل رسیدند. این ترورها نشان دهنده خشم مافیا از تأیید نظریه بوشتا توسط دیوان عالی کشور بود.
کمیسیون بین‌استانی مافیا
بر اساس شهادت توماسو بوشتا (همکار سابق مافیا)، کمیسیون بین‌استانی در دهه ۱۹۷۰ تشکیل شد. آنتونیو کالدرونه (همکار دیگر) ادعا می‌کند حتی پیش از تشکیل کمیسیون‌های استانی، در دهه ۱۹۵۰ نماینده‌ای منطقه‌ای به نام آندره‌آ فازیو از تراپانی وجود داشت.
تشکیل و اعضا (۱۹۷۵):
- جوزپه کالدرونه (کاتانیا) - دبیر
- گائتانو بادالامنتی (پالرمو)
- جوزپه ستکازی (آگریجنتو)
- کولا بوچلاتو (تراپانی)
- آنجلو مونجووی (اِنا)
- جوزپه دی کریستینا (کالتانیستا)
اعضای ۱۹۹۲ (بر اساس لئوناردو مسینا):
- سالواتوره رینا (پالرمو)
- نیتو سانتاپائولا (کاتانیا)
- سالواتوره ساییتا (اِنا)
- جوزپه "پیدو" مادونیا (کالتانیستا)
- آنتونیو فِرو (آگریجنتو)
- ماریانو آگاته (تراپانی)